# Natasha Hernández
Natasha Hernández (* 19. April 1966) ist eine ehemalige venezolanische Judoka. Sie gewann einen Weltmeistertitel und war dreimalige Panamerikameisterin.

## Sportliche Karriere
Natasha Hernández begann im Halbmittelgewicht, der Gewichtsklasse bis 58 Kilogramm und belegte hinter der Kanadierin Susan Ulrich den zweiten Platz bei den panamerikanischen Meisterschaften 1980.
Von 1981 bis 1983 kämpfte sie im Leichtgewicht, der Gewichtsklasse bis 56 Kilogramm. 1982 siegte sie bei den Panamerikanischen Meisterschaften. Bei den Weltmeisterschaften in Paris unterlag sie im Kampf um Bronze Eve Aronoff aus den Vereinigten Staaten. Im Jahr darauf traf sie im Finale der Panamerikanischen Spiele 1983 auf Ann Maria Burns aus den Vereinigten Staaten, Hernández erhielt die Silbermedaille.
1984 wechselte Hernández ins Halbmittelgewicht, das jetzt bei 61 Kilogramm limitiert war. Im Mai siegte sie bei den Panamerikanischen Meisterschaften. Bei den Weltmeisterschaften in Wien besiegte sie im Viertelfinale die französische Titelverteidigerin Martine Rottier, im Halbfinale die Italienerin Laura Di Toma und im Finale die Niederländerin Chantal Han. 1986 gewann sie im Finale der Panamerikanischen Meisterschaften gegen die Brasilianerin Tania Ishii. Zum Abschluss ihrer Karriere erreichte Natasha Hernández 1987 das Finale bei den Panamerikanischen Spielen in Indianapolis. Sie erhielt die Silbermedaille hinter Lynn Roethke aus den Vereinigten Staaten.